# ヘレネ (衛星)
ヘレネまたはヘレーネ（Saturn XII Helene）は、土星の第12衛星である。ディオネとほぼ同じ軌道を公転しており、ディオネのラグランジュ点に存在するトロヤ衛星の一つである。

## 発見と命名
1980年3月1日に、ピエール・ラキューズとジャン・レカシューによって、ピク・デュ・ミディ天文台での観測で発見された。この発見は同年3月6日に国際天文学連合のサーキュラーで公表され、S/1980 S 6 という仮符号が与えられた。この時の観測には 1.05 メートル反射望遠鏡が用いられている。その後、アメリカ海軍天文台でもこの天体の観測が行われている。
発見当初はディオネと驚くほど軌道周期が似ている衛星として認識されており、そのため Dione B とも呼ばれていた。その後1983年9月30日に Saturn XII という確定番号が与えられたが、この時は衛星への命名は行われず、引き続き Dione B という呼称が使われた。ヘレネという名称が与えられたのは1988年6月8日になってからである。名称は、ギリシア神話に登場する美女ヘレネにちなみ命名された。

## トロヤ衛星
ヘレネはディオネと同一軌道上にあり、ディオネの前方にあるラグランジュ点 (L4) に存在している。このような衛星はトロヤ衛星と呼ばれる。ポリデウケスも同じくディオネのラグランジュ点に存在しており、こちらはディオネの後方のラグランジュ点 (L5) に位置している。この状態は軌道力学の観点から言うと、ディオネとヘレネが 1:1 の平均運動共鳴を起こしていることを意味している。
同じ力学的関係にある土星の衛星として、テティスとそのラグランジュ点に存在するテレストとカリプソがある。

## 観測
ヘレネが初めて観測されたのは1980年で、これは地上からの観測であった。その後1981年8月にボイジャー2号により不鮮明ながら画像の撮影に成功していたが、カッシーニは2010年3月3日、ヘレネに1万9千kmまで接近して鮮明な画像を撮影した。これまでにカッシーニが撮影した画像から、ヘレネは滑らかな部分と細かいクレーターに覆われた部分とに二分されていることが判明している（外部リンク参照）。